# Campeonato Paraguayo de Fútbol 2002
El Campeonato Paraguayo de Fútbol 2002 de la Primera División de Paraguay se disputó del 8 de febrero al 17 de noviembre, con la participación de diez clubes. Este estuvo compuesto por tres etapas: el Torneo Apertura, que lo ganó Libertad; el Torneo Clausura, que se lo adjudicó 12 de Octubre; y un desempate entre ambos. Libertad ganó el desempate, consagrándose como Campeón Absoluto de la Temporada 2002, por 9.ª vez en su historia.

## Torneo Apertura 2002
Se inició el 8 de febrero y culminó el 11 de mayo. El formato de disputa fue el de todos contra todos, con 9 fechas en juego. Resultó campeón el Club Libertad.

### Primera fase

#### Clasificación
| Pos. | Equipos            | PJ | PG | PE | PP | GF | GC | Dif. | Pts. |
| ---- | ------------------ | -- | -- | -- | -- | -- | -- | ---- | ---- |
| 1.   | Sportivo Luqueño   | 9  | 7  | 1  | 1  | 15 | 7  | 8    | 22   |
| 2.   | 12 de Octubre      | 9  | 6  | 1  | 2  | 9  | 4  | 5    | 19   |
| 3.   | Libertad           | 9  | 6  | 0  | 3  | 19 | 13 | 6    | 18   |
| 4.   | Cerro Porteño      | 9  | 5  | 0  | 4  | 17 | 15 | 2    | 15   |
| 5.   | Sport Colombia     | 9  | 4  | 2  | 3  | 23 | 13 | 10   | 14   |
| 6.   | Olimpia            | 9  | 4  | 1  | 4  | 13 | 13 | 0    | 13   |
| 7.   | Sol de América     | 9  | 3  | 2  | 4  | 13 | 15 | -2   | 11   |
| 8.   | Guaraní            | 9  | 3  | 0  | 6  | 14 | 19 | -5   | 9    |
| 9.   | San Lorenzo        | 9  | 0  | 4  | 5  | 7  | 14 | -7   | 4    |
| 10.  | Deportivo Recoleta | 9  | 0  | 3  | 6  | 8  | 25 | -17  | 3    |

 Pos=Posición; PJ=Partidos jugados; PG=Partidos ganados; PE=Partidos empatados; PP=Partidos perdidos; GF=Goles a favor; GC=Goles en contra; Dif=Diferencia de gol; Pts=Puntos
|  |                                                 |
|  | Clasificado a la Fase Final del Torneo Apertura |

### Segunda fase
Los 8 equipos mejor ubicados al final de la primera fase clasificaban a la segunda fase, que consistía en eliminatorias, comenzando desde los cuartos de final, con partidos de ida y vuelta. El ganador de la final era coronado ganador del Torneo Apertura 2002. Resultó ganador el Club Libertad.
|  | Cuartos de final                          | Cuartos de final                          | Cuartos de final                          |       |               | Semifinales                                | Semifinales                                | Semifinales                                |  |  | Final                                   | Final                                   | Final                                   |
|  | 5 de abril de 2002 al 14 de abril de 2002 | 5 de abril de 2002 al 14 de abril de 2002 | 5 de abril de 2002 al 14 de abril de 2002 |       |               | 20 de abril de 2002 al 28 de abril de 2002 | 20 de abril de 2002 al 28 de abril de 2002 | 20 de abril de 2002 al 28 de abril de 2002 |  |  | 4 de mayo de 2002 al 11 de mayo de 2002 | 4 de mayo de 2002 al 11 de mayo de 2002 | 4 de mayo de 2002 al 11 de mayo de 2002 |
|  |                                           |                                           |                                           |       |               |                                            |                                            |                                            |  |  |                                         |                                         |                                         |
|  | Sport Colombia                            | 0                                         | 1                                         |       |               |                                            |                                            |                                            |  |  |                                         |                                         |                                         |
|  | Cerro Porteño                             | 2                                         | 1                                         |       |               |                                            |                                            |                                            |  |  |                                         |                                         |                                         |
|  | Cerro Porteño                             | 2                                         | 1                                         |       | Cerro Porteño | 0                                          | 0 (5)                                      |                                            |  |  |                                         |                                         |                                         |
|  |                                           |                                           |                                           |       | Cerro Porteño | 0                                          | 0 (5)                                      |                                            |  |  |                                         |                                         |                                         |
|  |                                           | Olimpia                                   | 0                                         | 0 (3) |               |                                            |                                            |                                            |  |  |                                         |                                         |                                         |
|  | Olimpia                                   | Olimpia                                   | 0                                         | 0 (3) | 3             | 1                                          |                                            |                                            |  |  |                                         |                                         |                                         |
|  | Olimpia                                   |                                           |                                           |       | 3             | 1                                          |                                            |                                            |  |  |                                         |                                         |                                         |
|  | 12 de Octubre                             | 1                                         | 1                                         |       |               |                                            |                                            |                                            |  |  |                                         |                                         |                                         |
|  |                                           |                                           |                                           |       |               |                                            |                                            |                                            |  |  | Cerro Porteño                           | 0                                       | 1                                       |
|  |                                           |                                           | Libertad                                  | 3     | 0             |                                            |                                            |                                            |  |  |                                         |                                         |                                         |
|  | Guaraní                                   | 2                                         | 2                                         |       |               |                                            |                                            |                                            |  |  |                                         |                                         |                                         |
|  | Sportivo Luqueño                          | 1                                         | 0                                         |       |               |                                            |                                            |                                            |  |  |                                         |                                         |                                         |
|  | Sportivo Luqueño                          | 1                                         | 0                                         |       | Guaraní       | 1                                          | 1                                          |                                            |  |  |                                         |                                         |                                         |
|  |                                           |                                           |                                           |       | Guaraní       | 1                                          | 1                                          |                                            |  |  |                                         |                                         |                                         |
|  |                                           | Libertad                                  | 1                                         | 4     |               |                                            |                                            |                                            |  |  |                                         |                                         |                                         |
|  | Sol de América                            | Libertad                                  | 1                                         | 4     | 3             | 1                                          |                                            |                                            |  |  |                                         |                                         |                                         |
|  | Sol de América                            |                                           |                                           |       | 3             | 1                                          |                                            |                                            |  |  |                                         |                                         |                                         |
|  | Libertad                                  | 3                                         | 5                                         |       |               |                                            |                                            |                                            |  |  |                                         |                                         |                                         |

## Torneo Clausura 2002
Se inició el 5 de julio y culminó el 3 de noviembre. El formato de disputa fue el de todos contra todos, con partidos de ida y vuelta, con 18 fechas en juego. Resultó campeón el club 12 de Octubre.

### Clasificación
| Pos. | Equipos            | PJ | PG | PE | PP | GF | GC | Dif. | Pts. |
| ---- | ------------------ | -- | -- | -- | -- | -- | -- | ---- | ---- |
| 1.   | 12 de Octubre      | 18 | 10 | 2  | 6  | 30 | 24 | 6    | 32   |
| 2.   | Libertad           | 18 | 9  | 4  | 5  | 33 | 22 | 11   | 31   |
| 3.   | Olimpia            | 18 | 8  | 6  | 4  | 33 | 25 | 8    | 30   |
| 4.   | Sportivo Luqueño   | 18 | 7  | 6  | 5  | 19 | 17 | 2    | 27   |
| 5.   | Guaraní            | 18 | 7  | 5  | 6  | 29 | 26 | 3    | 26   |
| 6.   | Sport Colombia     | 18 | 8  | 2  | 8  | 23 | 27 | -4   | 26   |
| 7.   | Cerro Porteño      | 18 | 5  | 6  | 7  | 20 | 19 | 1    | 21   |
| 8.   | Deportivo Recoleta | 18 | 5  | 6  | 7  | 17 | 22 | -5   | 21   |
| 9.   | Sol de América     | 18 | 4  | 5  | 9  | 15 | 23 | -8   | 17   |
| 10.  | San Lorenzo        | 18 | 5  | 2  | 11 | 15 | 29 | -14  | 17   |

 Pos=Posición; PJ=Partidos jugados; PG=Partidos ganados; PE=Partidos empatados; PP=Partidos perdidos; GF=Goles a favor; GC=Goles en contra; Dif=Diferencia de gol; Pts=Puntos

### Liguilla Pre-Libertadores 2003
Se realizó una liguilla entre los 4 equipos mejor ubicados en la tabla acumulativa para determinar el último cupo para la Copa Libertadores 2003 (exceptuando a 12 de Octubre, Libertad y Olimpia, equipos que ya tienen un cupo). El sistema era de todos contra todos, en partidos de ida nada más. El equipo con mayor puntaje, obtenía el último cupo para disputar la Copa Libertadores 2003.

#### Clasificación
| Pos. | Equipos          | PJ | PG | PE | PP | GF | GC | Dif. | Pts. |
| ---- | ---------------- | -- | -- | -- | -- | -- | -- | ---- | ---- |
| 1.   | Cerro Porteño    | 3  | 2  | 1  | 0  | 9  | 4  | 5    | 7    |
| 2.   | Guaraní          | 3  | 2  | 0  | 1  | 5  | 4  | 1    | 6    |
| 3.   | Sport Colombia   | 3  | 0  | 2  | 1  | 5  | 6  | -1   | 2    |
| 4.   | Sportivo Luqueño | 3  | 0  | 1  | 2  | 4  | 9  | -5   | 1    |

 Pos=Posición; PJ=Partidos jugados; PG=Partidos ganados; PE=Partidos empatados; PP=Partidos perdidos; GF=Goles a favor; GC=Goles en contra; Dif=Diferencia de gol; Pts=Puntos
|  |                                      |
|  | Clasificado a Copa Libertadores 2003 |

#### Fecha 1
| 14 de noviembre de 2002 | Cerro Porteño                                                           | 5:1 (3:1) | Sportivo Luqueño   | Estadio Defensores del Chaco, Asunción                            |                                                                   |
|                         | Juan Cáceres 23' Erwin Ávalos 31' Ezio 43' Ezio 71' Jorge Achucarro 74' |           | Adolfo Esteche 36' | Asistencia: 711 espectadores Árbitro(s): Carlos Torres (Paraguay) | Asistencia: 711 espectadores Árbitro(s): Carlos Torres (Paraguay) |

| 15 de noviembre de 2002 | Guaraní                                | 2:1 (1:0) | Sport Colombia        | Estadio Manuel Ferreira, Asunción                                     |                                                                       |
|                         | Cristian Ferreira 9' Pablo Giménez 60' |           | Héctor Núñez 67' (p.) | Asistencia: 518 espectadores Árbitro(s): Atilio Invernizzi (Paraguay) | Asistencia: 518 espectadores Árbitro(s): Atilio Invernizzi (Paraguay) |

#### Fecha 2
| 22 de noviembre de 2002 | Sportivo Luqueño       | 1:2 (1:1) | Guaraní                                   | Estadio Defensores del Chaco, Asunción                              |                                                                     |
|                         | Francisco Ferreira 19' |           | Pablo Giménez 37' (p.) Víctor Cabrera 84' | Asistencia: 375 espectadores Árbitro(s): Carlos Amarilla (Paraguay) | Asistencia: 375 espectadores Árbitro(s): Carlos Amarilla (Paraguay) |

| 24 de noviembre de 2002 | Sport Colombia                           | 2:2 (1:0) | Cerro Porteño                | Estadio Defensores del Chaco, Asunción                          |                                                                 |
|                         | Javier González 34' Héctor Núñez 68 (p.) |           | Jorge Achucarro 72' Ezio 84' | Asistencia: 766 espectadores Árbitro(s): Benito Lugo (Paraguay) | Asistencia: 766 espectadores Árbitro(s): Benito Lugo (Paraguay) |

#### Fecha 3
| 29 de noviembre de 2002 | Sport Colombia                    | 2:2 | Sportivo Luqueño                  | Estadio Alfonso Colmán, Asunción                               |                                                                |
|                         | Derlis Pérez 40' Derlis Pérez 44' |     | Justo Meza 32' Miguel Cuéllar 42' | Asistencia: 85 espectadores Árbitro(s): Óscar Viera (Paraguay) | Asistencia: 85 espectadores Árbitro(s): Óscar Viera (Paraguay) |

| 1 de diciembre de 2002 | Cerro Porteño                     | 2:1 (1:0) | Guaraní           | Estadio Defensores del Chaco, Asunción                              |                                                                     |
|                        | Jorge Núñez 36' Sergio Aquino 66' |           | Pablo Giménez 70' | Asistencia: 5.544 espectadores Árbitro(s): Ubaldo Aquino (Paraguay) | Asistencia: 5.544 espectadores Árbitro(s): Ubaldo Aquino (Paraguay) |

## Definición del Campeonato 2002
Como Libertad ganó el Torneo Apertura y 12 de Octubre ganó el Torneo Clausura, ambos tuvieron que recurrir a un desempate de ida y vuelta. Resultó ganador el club Libertad.
| 10 de noviembre de 2002 | 12 de Octubre          | 1 - 2 | Libertad                             | Estadio Manuel Ferreira, Asunción         |                                           |
|                         | Raúl Arviniagaldez 16' |       | Gustavo Morínigo 6' Juan Samudio 42' | Árbitro(s): Benito Lugo Chávez (Paraguay) | Árbitro(s): Benito Lugo Chávez (Paraguay) |

| 17 de noviembre de 2002 | Libertad                                                             | 4 - 1 | 12 de Octubre      | Estadio Defensores del Chaco, Asunción |                                    |
|                         | Juan Samudio 51' (p.) Pedrinho 71' Juan Samudio 73' Carlos Bonet 87' |       | Marcos Morínigo 4' | Árbitro(s): Benito Lugo (Paraguay)     | Árbitro(s): Benito Lugo (Paraguay) |

## Clasificaciones finales de temporada
Primeramente, se indican los parámetros utilizados para determinar el tipo de clasificación que tiene cada equipo para el siguiente año, y en qué consisten. Seguidamente a estos, la explicación detallada de los resultados arrojados.

### Puntaje acumulado
El puntaje acumulado es el resultante de la suma de lo obtenido por cada equipo en los torneos de Apertura y Clausura de 2002. Adicionamos tabla de promedios para el descenso, la cual considera el total de partidos disputados en las primeras fases de los torneos desde el 2000.
| Pos  | Equipo               | Pts | PJ | G  | E | P  | GF | GC | DIF | Total de partidos (3 últimas temp.) | Puntos en 3 temporadas | Promedio en 3 temporadas |
| ---- | -------------------- | --- | -- | -- | - | -- | -- | -- | --- | ----------------------------------- | ---------------------- | ------------------------ |
| 1.ª  | 12 de Octubre        | 51  | 27 | 16 | 3 | 8  | 39 | 28 | +11 | 72                                  | 112                    | 1.5556                   |
| 2.ª  | Libertad             | 49  | 27 | 15 | 4 | 8  | 52 | 35 | +17 | 45                                  | 85                     | 1.8889                   |
| 3.ª  | Sportivo Luqueño     | 49  | 27 | 14 | 7 | 6  | 34 | 24 | +10 | 72                                  | 104                    | 1.4444                   |
| 4.ª  | Olimpia              | 41  | 27 | 11 | 8 | 8  | 46 | 40 | +6  | 72                                  | 120                    | 1.6667                   |
| 5.ª  | Sport Colombia       | 40  | 27 | 12 | 4 | 11 | 46 | 40 | +6  | 27                                  | 40                     | 1.4814                   |
| 6.ª  | Cerro Porteño        | 36  | 27 | 10 | 6 | 11 | 37 | 34 | +3  | 72                                  | 105                    | 1.4583                   |
| 7.ª  | Guaraní              | 35  | 27 | 10 | 5 | 12 | 43 | 45 | -2  | 72                                  | 109                    | 1.5139                   |
| 8.ª  | Sol de América       | 30  | 27 | 8  | 6 | 13 | 28 | 36 | -8  | 72                                  | 92                     | 1.2778                   |
| 9.ª  | Deportivo Recoleta   | 24  | 27 | 5  | 9 | 13 | 25 | 47 | -22 | 27                                  | 24                     | 0.8889                   |
| 10.ª | Sportivo San Lorenzo | 21  | 27 | 5  | 6 | 16 | 22 | 43 | -21 | 72                                  | 75                     | 1.0417                   |

 Pts=Puntos; PJ=Partidos jugados; G=Partidos ganados; E=Partidos empatados; P=Partidos perdidos; GF=Goles a favor; GC=Goles en contra; DIF=Diferencia de gol
|  | Clasificado a Copa Libertadores 2003 |

|  | Clasificado a Copa Libertadores 2003 en calidad de último campeón de la misma. |

|  | Descendido por obtener el peor promedio |

|  | Jugó la promoción con el vicecampeón de Intermedia (y ganó), por tener 2° peor promedio. |

### Puntaje promedio
El promedio de puntos de un equipo es el cociente que se obtiene de la división de su puntaje acumulado en las últimas tres temporadas por la cantidad de partidos que haya disputado durante dicho período.

### Promoción
Esta consiste en una serie eliminatoria de dos partidos, con localía recíproca, para dirimir la división del torneo en que deben jugar el año próximo el penúltimo colocado de la tabla de Puntaje promedio y el segundo de la categoría inmediata inferior. Las reglas establecían que, en caso de paridad en puntos al cabo de los encuentros, se considera la diferencia de goles. De haber persistido la igualdad, se debían ejecutar tiros desde el punto del penal.
| 16 de noviembre de 2002 | Presidente Hayes                        | 2 - 2 (0 - 1) | San Lorenzo                        | Estadio Manuel Ferreira, Asunción    |                                      |
|                         | Osvaldo Meza 56' Víctor Ávalos 80' (p.) |               | Mauro Monges 24' Gustavo Funes 58' | Árbitro(s): Ubaldo Aquino (Paraguay) | Árbitro(s): Ubaldo Aquino (Paraguay) |

| 23 de noviembre de 2002 | San Lorenzo                         | 2 - 1 (1 - 0) | Presidente Hayes   | Estadio Manuel Ferreira, Asunción                                     |                                                                       |
|                         | Emilio Ibarra 31' Fabio Escobar 71' |               | Carlos Bogarín 65' | Asistencia: 439 espectadores Árbitro(s): Atilio Invernizzi (Paraguay) | Asistencia: 439 espectadores Árbitro(s): Atilio Invernizzi (Paraguay) |

De esta forma, con un marcador global de 4 - 3, San Lorenzo se mantuvo en Primera División.

### Para torneos internacionales
Se tomó en cuenta la tabla de Puntaje acumulado para determinar a los representantes de la APF en las competencia de la Conmebol del año siguiente.
- Copa Libertadores 2003 (tres clasificados). En la plaza número uno, el campeón del Torneo Apertura 2002 (Libertad). En la plaza número dos, el campeón del Torneo Clausura 2002 (12 de Octubre). En la plaza número tres, el equipo ganador de la Liguilla Pre-Libertadores (Cerro Porteño). Olimpia recibió un cupo adicional por ser el campeón de la Copa Libertadores 2002.

### Para descenso de categoría y disputa de promoción
Se tomó en cuenta la tabla de Puntaje promedio para determinar el descenso y la disputa por una plaza en la Primera División de los siguientes clubes:
- Recoleta, que retornó en forma directa a la Segunda División por haber terminado en la última posición del mencionado escalafón.[11] En su lugar, ascendió el campeón de la División Intermedia, el Club Tacuary.

- Y Club Sportivo San Lorenzo, que por haber resultado con el segundo peor promedio, debió jugar la promoción, en dos partidos de ida y vuelta, ante el subcampeón de la División Intermedia, Club Presidente Hayes. El primer partido culminó con un empate de 2 a 2. El definitorio lo ganó San Lorenzo por 2 a 1. Finalmente, el equipo que provenía de la categoría superior logró su permanencia por una temporada más al obtener un marcador global de 4 a 3 a su favor.